# Samsung Hub
El Samsung Hub, anteriormente 3 Church Street, es un rascacielos ubicado en el distrito central de negocios de Singapur. Ubicado en el n.º 3 de la calle Church, está situado justo al lado de la Prudential Tower. Se trata de un edificio de oficinas de 30 plantas, que incluye un bloque de 6 pisos en un terreno de 35.000 m². El desarrollo es una torre de oficina de Grado A de dominio absoluto. 
El Consulado Honorario de San Marino se encuentra en el piso 20 del Hub de Samsung. 

## Historia
El edificio se terminó en 2005. Las empresas involucradas en el desarrollo incluyen la Cámara China Realty Private Limited, la Church Street Properties Private Limited, China Plaza Holdings Private Limited, CapitaLand Limited y Samsung Corporation. Anteriormente era propiedad de CapitaLand, pero la compañía pronto vendió el desarrollo a Ho Bee Group. 
El espacio en Samsung Hub es propiedad de la Cámara China de Comercio e Industria de Singapur, su filial, Chinese Realty y el banco OCBC. 

### Vendiendo de participación
En 2007, CapitaLand anunció que vendía su participación en Samsung Hub a Ho Bee Group por más de 140 millones de dólares. Esto se calcula en casi 1.400 dólares por pie cuadrado, basado en el área neta arrendable de unos 9.800 m² que participan en la transacción. El espacio propiedad de CapitaLand comprende la pila más baja de pisos de oficinas en el edificio - de la octava a la 15.ª planta (de la primera a la séptima planta se utilizan para aparcar). 

## Arquitectura
AWP Pte Ltd fueron los arquitectos del edificio. Debido a su reciente finalización en 2005, el edificio exhibe un estilo posmoderno de arquitectura, y está construido principalmente de vidrio y acero. 
Durante su construcción se aplicó el uso de materiales de construcción de calidad, como el vidrio reforzado térmicamente, de doble acristalamiento y de color turquesa.
El tamaño promedio por planta del edificio es de aproximadamente 1.160 m² y tiene una superficie total de 27.000 m². 

## Incidente inclinado
En agosto de 2002, Samsung Corporation detectó una inclinación en el edificio. El edificio se hundió 3 mm a 39 mm a un lado entre agosto y noviembre de 2002. Aunque esta inclinación de 0,1 grados, causada por el asentamiento del suelo, fue mínima en comparación con los 4 grados de la Torre Inclinada de Pisa, podría haber afectado adversamente la estabilidad estructural del edificio , resultando en grietas o daños severos si no hubiera sido corregido. 
Después de descubrir la inclinación, Samsung inmediatamente inició esfuerzos de rectificación. Se inyectaron micropilotes para redistribuir el peso del edificio y corregir la inclinación. Los propietarios de edificios vecinos aseguraron a los inquilinos que sus edificios estaban estructuralmente sanos, libres de tales problemas, habiendo sido certificados por las autoridades como aptos para la ocupación. 
Se tardó un total de 2 años para completar el trabajo de rectificación. Las pérdidas debidas al retraso en la construcción se vieron atenuadas por un acuerdo entre las empresas involucradas, cediendo a Samsung una parte del espacio en la torre de 30 pisos. Samsung también hizo "mejoras" a la fachada del edificio. 